# First Date (canción)
«First Date» —en español: «Primera cita»— es el segundo sencillo de Take Off Your Pants and Jacket, álbum de Blink-182. Fue escrita por Tom DeLonge (guitarra y voz), en la misma noche que Mark Hoppus (bajo y voz) escribió The Rock Show. Tanto «First Date» como The Rock Show fueron escritos en respuesta a los productores ya que estos decían que Take Off Your Pants and Jacket carecían de sencillos pegadizos.

## Vídeo musical
El vídeo fue dirigido por The Malloys y lanzado en 2001, el vídeo es ambientado en los años 70' en El Segundo, California. Filmado, al menos en parte, en Burnaby, Columbia Británica, y cuenta a la banda con pelo largo y vestidos de época. En el vídeo los miembros de la banda parodian a bandas como los Bee Gees.
Hay dos versiones de este vídeo musical, uno largo y otro abreviado. En la versión larga, al comienzo de la canción antes de empezar a tocar, Tom (Boomer) dice a Mark (Spaulding) acerca de cómo acabar besando a su hermano. A lo que Mark (Spaulding) responde: "Ustedes saben lo que dicen: de tal palo, tal astilla".

## Lista de canciones
CD sencillo

| N.º | Título                    | Duración |  |
| 1.  | «First Date»              | 2:51     |  |
| 2.  | «Don't Tell Me It's Over» | 2:34     |  |
| 3.  | «Mother's Day»            | 1:37     |  |
| 4.  | «The Rock Show» (Video)   | 2:55     |  |

DVD sencillo

| N.º | Título                                                                                                 | Duración |  |
| 1.  | «First Date»                                                                                           |          |  |
| 2.  | «The Rock Show» (Video)                                                                                |          |  |
| 3.  | «4x30 Second Clips (1. The Rock Show (Live); 2. Backstage; 3. Say Hello to Travis; 4. Want a Ticket?)» |          |  |

Sencillo de 7"

| N.º | Título                    | Duración |  |
| 1.  | «First Date»              | 2:51     |  |
| 2.  | «Don't Tell Me It's Over» | 2:34     |  |